# Philipp Posch
Philipp Posch (Judenburg, 9 gennaio 1994) è un calciatore austriaco, difensore del Tillmitsch.

## Caratteristiche tecniche
È un terzino destro.

## Carriera
Cresciuto nelle giovanili dell'Admira Wacker M., ha esordito in prima squadra il 23 novembre 2013 in occasione del match pareggiato 2-2 contro il Ried.

## Statistiche

### Presenze e reti nei club
Statistiche aggiornate al 6 gennaio 2017.
| Stagione        | Squadra             | Campionato      | Campionato | Campionato | Coppe nazionali | Coppe nazionali | Coppe nazionali | Coppe continentali | Coppe continentali | Coppe continentali | Altre coppe | Altre coppe | Altre coppe | Totale | Totale | Totale |
| Stagione        | Squadra             | Comp            | Pres       | Reti       | Comp            | Pres            | Reti            | Comp               | Pres               | Reti               | Comp        | Pres        | Reti        | Pres   | Reti   |        |
| --------------- | ------------------- | --------------- | ---------- | ---------- | --------------- | --------------- | --------------- | ------------------ | ------------------ | ------------------ | ----------- | ----------- | ----------- | ------ | ------ | ------ |
| 2010-2011       | Admira Wacker M. II | RL              | 1          | 0          |                 | -               | -               |                    | -                  | -                  |             | -           | -           | 1      | 0      |        |
| 2011-2012       | Admira Wacker M. II | RL              | 18         | 0          | CA              | 1               | 0               |                    | -                  | -                  |             | -           | -           | 19     | 0      |        |
| 2012-2013       | Admira Wacker M. II | RL              | 25         | 0          |                 | -               | -               |                    | -                  | -                  |             | -           | -           | 25     | 0      |        |
| 2013-gen. 2014  | Admira Wacker M. II | RL              | 13         | 0          |                 | -               | -               |                    | -                  | -                  |             | -           | -           | 13     | 0      |        |
| 2013-gen. 2014  | Admira Wacker M.    | BL              | 1          | 0          | CA              | 0               | 0               |                    | -                  | -                  |             | -           | -           | 1      | 0      |        |
| gen.-giu. 2014  | Horn                | 1L              | 8          | 0          | CA              | 0               | 0               |                    | -                  | -                  |             | -           | -           | 8      | 0      |        |
| 2014-gen. 2015  | Admira Wacker M. II | RL              | 15         | 0          |                 | -               | -               |                    | -                  | -                  |             | -           | -           | 15     | 0      |        |
| gen.-giu. 2015  | Hartberg            | 1L              | 15         | 0          | CA              | 0               | 0               |                    | -                  | -                  |             | -           | -           | 15     | 0      |        |
| 2015-2016       | Admira Wacker M. II | RL              | 12         | 0          |                 | -               | -               |                    | -                  | -                  |             | -           | -           | 12     | 0      |        |
| 2016-2017       | Admira Wacker M. II | RL              | 12         | 2          |                 | -               | -               |                    | -                  | -                  |             | -           | -           | 12     | 2      |        |
| 2015-2016       | Admira Wacker M.    | BL              | 1          | 0          | CA              | 1               | 0               |                    | -                  | -                  |             | -           | -           | 2      | 0      |        |
| 2016-2017       | Admira Wacker M.    | BL              | 12         | 0          | CA              | 2               | 0               | UEL                | 1                  | 0                  |             | -           | -           | 15     | 0      |        |
| 2017-2018       | Admira Wacker M.    | BL              | 10         | 0          | CA              | 1               | 0               |                    | -                  | -                  |             | -           | -           | 11     | 0      |        |
| Totale carriera | Totale carriera     | Totale carriera | 143        | 2          |                 | 5               | 0               |                    | 1                  | 0                  |             | -           | -           | 149    | 2      |        |